# Zona epipelágica
La zona epipelágica (del griego ep(í) ἐπί gr. 'sobre' + pelag- πέλαγος gr. 'alta mar' + -ik-os/-ē gr.) es uno de los niveles en los que está dividido el océano según su profundidad. En oceanografía identifica a las aguas marinas situadas entre la superficie y los 200 metros de profundidad o zona mesopelágica. Esa región se caracteriza por ser abundante la vida submarina ya que penetra la luz solar y gracias a dicha iluminación pueden realizar la fotosíntesis las plantas. 

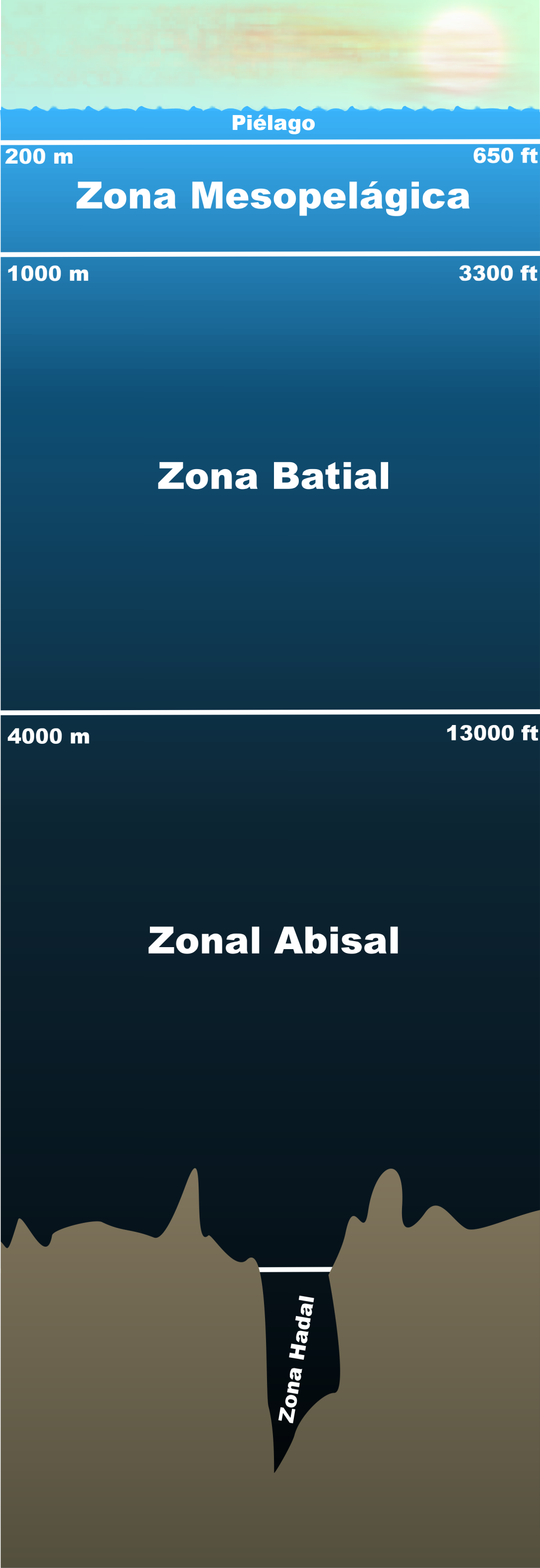
Diagrama de los niveles de la zona pelágica.

En biología marina este término hace referencia a la descripción de un tipo determinado de ambiente de hábitat natural de las especies de plantas y de animales marinos que nadan libremente y que viven y/o se alimentan en aguas abiertas a dichas profundidades.
En la superficie estas aguas son agitadas por el oleaje y atravesadas por la luz. Aquí viven la mayoría de las especies capturadas por los pescadores.
En las aguas superficiales viven los peces azules. Son animales de grandes recorridos, de tintes argentados y que prefieren las aguas agitadas. Se desplazan en bancos inmensos y sus migraciones obligan a los pescadores a realizar largas navegaciones para localizar a los bancos. Así sucede con los arenques, las sardinas, la caballa y, también , con los grandes atunes. Entre los grandes peces viajeros, la familia de los tiburones cuenta con ejemplares de varias toneladas de peso, que no se alimentan nada más que de plancton; otros tiburones, más pequeños pero más voraces, persiguen los bancos de sardinas y rompen las redes de los pescadores.
También viven en esta zona los peces que se capturan con aparejos de arrastre tirados por barcos: merluza, pescadilla, tigla, salmonete, bacalao, raya, lenguado, etc. Entre estas especies hay algunas que viven en el fango de los fondos marinos, pero la mayoría ascienden periódicamente hasta la superficie. El bacalao, amigo de las aguas frías y profundas, sube a la superficie para la puesta, en busca de aguas más cálidas.
Muchos de los peces que viven en este dominio se alimentan del plancton; es decir, de organismos microscópicos, animales o vegetales, que las aguas llevan en suspensión. Estos microorganismos son, a veces, tan abundantes que pueden hacer cambiar el color del mar, que en lugar del azul de su estado natural, toma tonalidades verdes. En las aguas frías procedentes de las regiones polares o de las profundidades oceánicas, ricas en sales minerales, abundan extraordinariamente los microorganismos. Las mezclas de aguas de naturaleza diferente, crean un medio particularmente propicio para la vida marina. De ahí la atracción que desde hace mucho tiempo ejercen sobre los pueblos pescadores los bancos de Terranova y, las aguas que bordean la costa occidental del continente africano.